# 圖丹尼麻
圖丹尼麻（1903年—1980年），後藏哲格人 ，中华民国及中华人民共和国政治人物。

## 生平
圖丹尼麻幼年入札什倫布寺學習佛法經論，畢業於後藏學洛札學院
1927年，隨九世班禪到中国內地，歷任班禪行轅事務官、堪窮。他历任班禪行轅駐香日德墾牧處處長，後藏政府昂囊，班禪大師教下德欽巴。
民國三十七年（1948年），於班禪堪布會議廳中得票525票當選暫時旅居內地西藏人員選出之立法委員，出席第一屆第一會期內政及地方自治委員會、法制委員會、邊政委員會
1952年，隨十世班禪返回西藏後，擔任班禪堪布會議廳總務處處長、拉章強佐、班禪堪布會議廳大喇嘛、副主任
1959年以後，當選為西藏日喀則地區政協副主席，西藏自治區政協副主席，札什倫布寺民主管理委員會代理主任。
1980年逝世。